# Ouro Ali
Ouro Ali is een gemeente (commune) in de regio Mopti in Mali. De gemeente telt 10.800 inwoners (2009).
De gemeente bestaat uit de volgende plaatsen:
- Ali Samba
- Djikoye
- Djimatogo
- Kandia
- Koloye
- Kotola
- Ouro
- Senossa (hoofdplaats)
- Siratintin
- Somena
- Weraka
- Wono